# قحطی تنبون
قحطی تنبون (به ژاپنی: 天文の飢饉 てんぶんのききん)، قحطی بزرگی که در سال ۱۵۴۰ در سراسر ژاپن رخ داد. باران شدید، سیل و ملخ که در سال ۱۵۳۹ رخ داد، پس از سال جدید در نقاط مختلف قحطی ایجاد کرد و بار دیگر در بهار بارندگی‌ها و سیلاب‌ها و همچنین اپیدمی رخ داد که منجر به مرگ تعداد زیادی شد.
سال بعد، در سال ۱۵۴۱، تاکدا نوبوتورا، حاکم ولایت کای به تبعید رفت و، پسر ارشد او تاکدا هارونوبو (بعدها شینگن) ریاست خاندان را به ارث برد.
برخی تحقیقات نشان می‌دهد که علت حادثه تبعید هارونوبو به ولایت سوروگا این بود که هارونوبو و دست نشاندگان اطرافش به دلیل نارضایتی فزاینده مردم در ولایت کای که تحت تأثیر قحطی قرار گرفته بودند، احساس بحران کردند.